# مانويل مارتينيز لارا
مانويل مارتينيز لارا (بالإسبانية: Manuel Martínez Lara)‏ (مواليد 15 يونيو 1980 في بيجاسترو - إسبانيا) لاعب كرة قدم إسباني يلعب حاليا لصالح نادي الدرجة الأولى تينيريفي الإسباني منذ 2007 في مركز الوسط المدافع .

## روابط خارجية
- مانويل مارتينيز لارا على موقع قاعدة بيانات كرة القدم.إي يو (الإنجليزية)
- مانويل مارتينيز لارا على موقع Soccerway.com (الإنجليزية)
- مانويل مارتينيز لارا على موقع AS.com (الإسبانية)